# Andrea Orlandini (calciatore)
Andrea Orlandini (Firenze, 6 febbraio 1948) è un ex calciatore italiano, di ruolo centrocampista.

## Carriera

### Club
Fiorentino di San Frediano, Orlandini iniziò la sua carriera nelle giovanili della Fiorentina. La società lo mandò a fare esperienza nelle serie minori, dapprima in Serie B con la Reggiana e poi in Serie C con la Sambenedettese e il Prato per riprenderlo nel 1971-1972, dove perse una finale di Coppa Mitropa e Coppa Anglo-Italiana.
Liedholm non esitò a lanciarlo in prima squadra facendolo esordire sin dalla prima giornata di campionato contro il Napoli, debutto suggellato anche da un gol, l'unico di una stagione che lo vide collezionare 29 presenze alla prima stagione in massima serie. L'anno successivo le presenze diminuirono leggermente (27).

Orlandini alla Fiorentina a fine anni 1970

Nel 1973-1974 viene ceduto al Napoli, in cui ritroverà il compagno di reparto nella Fiorentina Salvatore Esposito. Nella città partenopea il centrocampista fiorentino disputò quattro stagioni impreziosite dalla vittoria in Coppa Italia 1975-1976, nella stagione successiva a quella in cui i campani contesero il titolo alla Juventus.
Nel 1977-78 il ritorno alla Fiorentina ove concluse la carriera agonistica nel 1981-82, nella stagione in cui la compagine toscana sfiorò la conquista dello scudetto. Orlandini scese in campo solo in quattro occasioni.
In carriera ha totalizzato complessivamente 265 presenze e 8 reti in Serie A e 15 presenze in Serie B.

### Nazionale
Esordisce in Nazionale da giocatore del Napoli, nella partita, valida per le qualificazioni al campionato europeo di calcio 1976, persa contro i Paesi Bassi; ad Orlandini spettò il compito di marcare Johann Cruyff.
Successivamente venne utilizzato nella gara contro la Finlandia, anche questa valevole per le qualificazioni al campionato europeo di calcio 1976, entrando nel secondo tempo al posto di Franco Cordova e nell'amichevole disputata contro l'Unione Sovietica a Mosca.

## Dopo il ritiro
Appesi gli scarpini al chiodo, è stato responsabile degli osservatori della Juventus nell'epoca di Marcello Lippi.

## Statistiche

### Cronologia presenze e reti in nazionale
| Cronologia completa delle presenze e delle reti in nazionale ― Italia | Cronologia completa delle presenze e delle reti in nazionale ― Italia | Cronologia completa delle presenze e delle reti in nazionale ― Italia | Cronologia completa delle presenze e delle reti in nazionale ― Italia | Cronologia completa delle presenze e delle reti in nazionale ― Italia | Cronologia completa delle presenze e delle reti in nazionale ― Italia | Cronologia completa delle presenze e delle reti in nazionale ― Italia | Cronologia completa delle presenze e delle reti in nazionale ― Italia |
| Data                                                                  | Città                                                                 | In casa                                                               | Risultato                                                             | Ospiti                                                                | Competizione                                                          | Reti                                                                  | Note                                                                  |
| --------------------------------------------------------------------- | --------------------------------------------------------------------- | --------------------------------------------------------------------- | --------------------------------------------------------------------- | --------------------------------------------------------------------- | --------------------------------------------------------------------- | --------------------------------------------------------------------- | --------------------------------------------------------------------- |
| 20-11-1974                                                            | Rotterdam                                                             | Paesi Bassi                                                           | 3 – 1                                                                 | Italia                                                                | Qual. Euro 1976                                                       | -                                                                     |                                                                       |
| 5-6-1975                                                              | Helsinki                                                              | Finlandia                                                             | 0 – 1                                                                 | Italia                                                                | Qual. Euro 1976                                                       | -                                                                     | 46’                                                                   |
| 8-6-1975                                                              | Mosca                                                                 | Unione Sovietica                                                      | 1 – 0                                                                 | Italia                                                                | Amichevole                                                            | -                                                                     |                                                                       |
| Totale                                                                |                                                                       | Presenze                                                              | 3                                                                     |                                                                       | Reti                                                                  | 0                                                                     |                                                                       |

## Palmarès

### Club

#### Competizioni nazionali
- Coppa Italia: 1

Napoli: 1975-1976

#### Competizioni internazionali
- Coppa di Lega Italo-Inglese: 1

Napoli: 1976